# فهرست حافظه جهانی در ایران

فهرست حافظه جهانی در ایران شامل ده اثر ثبت‌شده است. برنامه حافظه جهانی یونسکو یک ابتکار بین‌المللی است که برای حفاظت از میراث مستند بشریت در برابر فراموشی جمعی، غفلت، خرابی‌های زمان و شرایط آب و هوایی و تخریب عمدی از سال ۱۹۹۲ آغاز شده‌است. هدف سازمان یونسکو از اجرای این برنامه جلوگیری از تاراج، پراکندگی، دادوستد غیرقانونی و نابودی میراث مستند است. طبق فراخوان یونسکو، این مخاطرات تهدیدکننده از سده‌ها قبل وجود داشته ولی جنگ، آشوب‌های اجتماعی و نبود امکانات مالی بر شدت آن افزوده‌است. میراث مستندی که در حافظه جهانی ثبت می‌شوند، قابل دسترس برای تمام ملت‌های جهان خواهند بود و بهترین راه برای معرفی تاریخ و تمدن بشری به جهانیان هستند.
کشور ایران در سال ۲۰۰۶ میلادی با معرفی دو اثر شاهنامه بایسنقری از کاخ‌موزه گلستان و وقف‌نامه ربع رشیدی از کتابخانه مرکزی تبریز برای نخستین‌بار در ششمین دورهٔ برنامه حافظه جهانی شرکت کرد و این دو اثر در اوت ۲۰۰۷ میلادی در فهرست حافظه جهانی به ثبت رسید. همچنین در اوت ۲۰۰۹ میلادی مجموعه اسناد تشکیلات اداری آستان قدس رضوی از سازمان کتابخانه‌ها، موزه‌ها و مرکز اسناد آستان قدس رضوی در فهرست حافظه جهانی یونسکو به ثبت رسید. دو اثر التفهیم ابوریحان بیرونی و پنج‌گنج نظامی نیز در سال ژوئن ۲۰۱۱ میلادی در این فهرست ثبت شد. در سال ۲۰۱۳ میلادی نیز مجموعه برگزیدهٔ نقشه‌های دوره قاجار ایران از مرکز اسناد وزارت امور خارجه و کتاب ذخیرهٔ خوارزمشاهی از کتابخانه سپه سالار در فهرست میراث مستند ثبت شد. در سال ۲۰۱۵ میلادی کتاب مسالک‌الممالک اصطخری و کلیات سعدی به ثبت جهانی رسید و در سال ۲۰۱۷ میلادی  کتاب جامع‌التواریخ رشیدالدین فضل‌الله همدانی در فهرست میراث مستند برنامهٔ حافظه جهانی ثبت شده‌است. ایران در حوزهٔ ثبت آثار از کشورهای پیشگام در دنیا است که تاکنون ده اثر در فهرست حافظه جهانی یونسکو به ثبت رسانده و رتبهٔ هفتم کشورهای جهان را دارا است و در بین کشورهای آسیایی پس از کره و چین رتبهٔ سوم را دارد و و همچنین هفتاد اثر از این کشور در لیست انتظار هستند.
کتاب وندیداد، بخشی از کتاب مقدس زرتشتیان از کتابخانهٔ دانشگاه تهران، مجموعه اسناد تاریخی و تصاویر کربلا از وزارت امور خارجه، مجموعه مستند جان مرجان، دربارهٔ خلیج فارس و اکوسیستم‌های موجود در آن از آرشیو صدا و سیما، سفینه تبریز از کتابخانه، موزه و مرکز اسناد مجلس شورای اسلامی، بیاض تاج الدین احمد وزیر از کتابخانهٔ مرکزی و مرکز اسناد دانشگاه اصفهان از جمله آثاری هستند که برای ثبت در فهرست حافظهٔ جهانی یونسکو از سوی ایران معرفی شده‌اند.
در آخرین آثار پیشنهادی، چهار اثر شامل برنامه رادیویی مرزهای دانش، هزار دستان، مستند معماری ایرانی و مستند خلیج فارس در روز جهانی میراث دیداری و شنیداری در فهرست ملی برنامه حافظه جهانی یونسکو ثبت شد.

## اهداف برنامه
این برنامه خواستار حفظ منابع با ارزش، مجموعه کتابخانه‌ها، و مجوعه‌های خصوصی در سراسر جهان برای آیندگان، بازسازی میراث مستند پراکنده یا آواره و افزایش دسترسی و انتشار این موارد است. هر سازمان یا فردی می‌تواند یک مورد مستند را برای ثبت در این برنامه پیشنهاد کند. کمیته مشاوره بین‌المللی (IAC) در طول جلسات خود اسناد و مدارک کامل توضیحات، مبدأ، اهمیت جهانی و وضعیت حفاظت معاصر را بررسی می‌کند.
در سال ۱۹۹۳ میلادی گروه مشاورهٔ بین‌المللی در لهستان تشکیل جلسه داد. این گروه طرحی پیشنهاد داد که به موجب آن نقش یونسکو را به عنوان آگاه‌کننده دولت‌ها، نهادها و سازمان‌های جهانی و ترویج همکاری در اجرای پروژه‌ها تأیید و تأکید می‌نمود. تاکنون حدود ۴۵ گروه ملی حافظهٔ جهانی در دنیا ایجاد شده‌است. دفتر ثبت حافظهٔ جهانی که قابل مشاهده‌ترین جنبهٔ عمومی برنامه می‌باشد، در سال ۱۹۹۵ میلادی بنیان‌گذاری شد و از طریق توافق‌هایی که در گردهمایی‌های متوالی کمیتهٔ مشاورهٔ بین‌المللی صورت می‌گرفت، رشد کرد. چشم‌انداز این برنامه جهانی این است که میراث مستند جهانی از آن همه است و باید برای همیشه و به صورت دائمی محافظت و حفظ شود و همیشه و در دسترس همه باشد. هر دو سال، هر کشور می‌تواند حداکثر دو اثر را برای ثبت در فهرست میراث جهانی به یونسکو ارسال کند.
میراث مستند باید دارای ویژگی‌های زیر باشد:
1. قابلیت جابه‌جایی داشته باشد.
2. متشکل از نشانه‌ها، کدها، آواها یا نگاره‌ها باشد.
3. قابل نگهداری باشد.
4. قابلیت نشر داشته باشد.
5. قابل ارائه باشد.

جایزهٔ جیکجی در سال ۲۰۰۴ با همکاری دولت کره‌جنوبی برای پیشبرد بیشتر اهداف برنامهٔ حافظهٔ جهانی و بزرگداشت کتیبه جیکجی این کشور در سال ۲۰۰۱ تأسیس شد. این جایزه که شامل یک جایزهٔ نقدی ۳۰۰۰۰ دلاری از طرف دولت کره است از موسساتی قدردانی می‌کند که در حفظ و دسترسی میراث مستند سهیم بوده‌اند. این جایزه از سال ۲۰۰۵ به صورت دوسالانه اهدا می‌شود. این جایزه نخستین بار به کتابخانه ملی جمهوری چک اهدا شد.

## فهرست
| #  | نگاره                                                 | عنوان                                     | محل نگهداری | سال ثبت | صاحب اثر                 | اهمیت | منبع   |
| ۱  | شاهنامه فردوسی                                        | شاهنامه بایسنقری                          | کاخ گلستان ۳۵°۴۰′۴۷″شمالی ۵۱°۲۵′۱۴″شرقی / ۳۵٫۶۷۹۷۵۰°شمالی ۵۱٫۴۲۰۵۱۷°شرقی | ۲۰۰۷    | فردوسی                   | شاهنامه به عنوان یکی از آثار کلاسیک جهان دارای ویژگی‌های مهمی است. از جمله، اگرچه در دوره آفرینش آن زبان عربی زبان اصلی علم و ادب بود، اما فردوسی تنها از زبان فارسی برای سرودن آن استفاده کرده‌است و به احیا و حفظ این زبان مهم جهانی کمک کرده‌است. امروزه بیش از ۶۵ میلیون نفر در ایران، افغانستان، تاجیکستان و پاکستان و جوامع دور از وطن به زبان فارسی صحبت می‌کنند. شاهنامه در سراسر آسیای میانه، هند و حکومت عثمانی سابق به یک متن مهم تبدیل شد. بی‌شمار بار از آن رونوشت شده‌است و می‌توان گفت سه نسخه از این نسخه‌ها دارای ارزش جهانی هستند که تنها نسخهٔ اصلی بایسنقری به جا مانده‌است و در کتابخانهٔ شاهنشاهی کاخ گلستان نگهداری می‌شود و نمایانگر مهارت‌های زیبایی‌شناختی و ادبی ارزش‌های حاکمان دورهٔ نوزادی تیموری است که بر آسیای مرکزی و غربی فرمانروایی داشتند. شاهنامه بایسنقری، نسخهٔ کهن نگاره‌دار شاهنامه است که از دید کتاب‌آرایی و ارزش‌های هنری از اهمیت فراوانی برخوردار است. این کتاب ۲۲ نگارگری به مکتب هرات دارد به سفارش بایسنقر تهیه شده‌است.                                                                                                 | [ ۱۵ ] |
| ۲  |                                                       | وقف‌نامه ربع رشیدی                         | کتابخانه ملی تبریز ۳۸°۰۳′۵۱″شمالی ۴۶°۱۵′۲۳″شرقی / ۳۸٫۰۶۴۱۱۰°شمالی ۴۶٫۲۵۶۲۷۹°شرقی | ۲۰۰۷    | رشیدالدین فضل‌الله همدانی | این دست‌نوشته شامل ۳۸۲ صفحه است که ۲۹۰ صفحهٔ نخستین آن را رشیدالدین و سایر را فرماندار تبریز، عبدالله بن محمد تبریزی و دو کاتب دیگر نوشته‌اند. به دلیل دامنهٔ گسترده املاک وقفی و ارزش بالای آنها و همچنین موقعیت بالای ربع رشیدی، این نسخه دارای اهمیت جهانی است. پیشینه تاریخی نشان می‌دهد که پنج نسخه از نسخهٔ اصلی با بازبینی رشیدالدین تهیه شده‌است. چهار مورد از بین رفته یا برای بهبود نسخهٔ خطی کنونی استفاده شده‌است. این دست‌نوشته تا سال ۱۹۶۹ به‌طور شخصی در تبریز نگهداری می‌شد. سپس انجمن میراث ملی ایران آن را خریداری و انجمن مفاخر ملی در سال ۱۹۷۵ این نسخه را به عنوان میراث ملی به رسمیت شناخت و ثبت کرد. در سال ۱۹۷۱ نسخه‌ای از نسخهٔ خطی چاپ و ۱۰۰۰ نسخه از آن برای مراجع علمی منتشر شد. | [ ۱۶ ] |
| ۳  |                                                       | مجموعه اسناد تشکیلات اداری آستان قدس رضوی | کتابخانه مرکزی آستان قدس رضوی ۳۶°۱۷′۲۲″شمالی ۵۹°۳۶′۵۸″شرقی / ۳۶٫۲۸۹۵۰۱°شمالی ۵۹٫۶۱۶۱۳۵°شرقی | ۲۰۰۹    |                          | این مجموعه شامل ۶۹۰۰۰ صفحه و مربوط به سال‌های ۱۵۸۹ میلادی -۱۷۳۵ میلادی و منطقهٔ جغرافیایی وسیعی از جمله ایران، به ویژه استان خراسان و افغانستان است. این مجموعه اسناد حاوی اطلاعاتی در مورد مسائل اداری، اجتماعی، اقتصادی، کشاورزی، اوقاف، امور مذهبی و … است که تصویری از مشهد در خراسان بزرگ و همچنین وضعیت زندگی اجتماعی در دوره صفویه را در اختیار خواننده قرار می‌دهد. برای شناخت زندگی اجتماعی مردم در دوره صفویه، خوانش این اسناد شایسته و حیاتی است. تاریخ نگهداری اسناد و مدارک در به ۳۲۷ قمری برمی گردد. در آغاز دوره حکومت صفویان به دلیل افزایش وقف‌ها و مزرعه‌ها و نیاز به یک سامانه مدیریتی گسترده‌تر، تشکیلات اداری این مرکز بزرگ خیریه به مجموعه ای بزرگ اداری گسترش یافت. | [ ۱۷ ] |
| ۴  |                                                       | التفهیم                                   | کتابخانه، موزه و مرکز اسناد مجلس شورای اسلامی ۳۵°۴۸′۳۰″شمالی ۵۱°۲۷′۳۱″شرقی / ۳۵٫۸۰۸۴۳۸°شمالی ۵۱٫۴۵۸۶۳۰°شرقی | ۲۰۱۱    | ابوریحان بیرونی          | ابوریحان به زبان‌های عربی و سانسکریت تسلط داشت اما یگانه اثری که از او به زبان فارسی برجا مانده التفهیم است. این کتاب، کهن‌ترین متن فارسی در ریاضیات و اخترشناسی است و از نظر درستی و ارزش مطالب علمی و اهمیت ادبی در بین آثار فارسی پس از اسلام کم مانند است. ابوریحان این کتاب را به روش پرسش و پاسخ و به ترتیبی که درک آن برای نوآموزان دانش اخترشناسی آسان باشد، در نیمه نخست سدهٔ پنجم هجری قمری برای دختر نوآموز ایرانی نوشته‌است. اهمیت این اثر موجب شده تا به چندین زبان زنده دنیا مانند انگلیسی، ایتالیایی، آلمانی، روسی و تاجیکی نیز ترجمه شود. | [ ۱۸ ] |
| ۵  | لیلی و مجنون · نسخه خطی خمسه نظامی، کتابخانه بریتانیا | پنج گنج                                   | کتابخانه مرکزی و مرکز اسناد دانشگاه تهران۳۵°۴۲′۱۲″شمالی ۵۱°۲۳′۴۳″شرقی / ۳۵٫۷۰۳۲۶۹°شمالی ۵۱٫۳۹۵۳۲۱°شرقی کتابخانه و موزه ملی ملک۳۵°۴۱′۱۳″شمالی ۵۱°۲۴′۵۹″شرقی / ۳۵٫۶۸۷۰۴۰°شمالی ۵۱٫۴۱۶۳۱۸°شرقی کتابخانه سپه‌سالار۳۵°۴۱′۲۲″شمالی ۵۱°۲۵′۵۲″شرقی / ۳۵٫۶۸۹۳۶۷۸°شمالی ۵۱٫۴۳۱۲۰۸°شرقی موزه ملی ایران۳۵°۴۱′۱۴″شمالی ۵۱°۲۴′۵۳″شرقی / ۳۵٫۶۸۷۰۹۸°شمالی ۵۱٫۴۱۴۶۴۳°شرقی کاخ گلستان۳۵°۴۰′۴۷″شمالی ۵۱°۲۵′۱۴″شرقی / ۳۵٫۶۷۹۷۵۰°شمالی ۵۱٫۴۲۰۵۱۷°شرقی | ۲۰۱۱    | نظامی گنجوی              | پنج گنج از پنج نسخه خطی مجزا به زبان فارسی تشکیل شده‌است که همه در یک جلد جمع شده‌اند. این بخش‌ها در قالب شعرهای مثنوی به زبان فارسی سروده شده‌است. پنج گنج برخی از مشهورترین، ظریف‌ترین و قدیمی‌ترین داستان‌های عاشقانه زبان فارسی را بازگو می‌کند. این مجموعه شامل منظومه مخزن‌الاسرار، خسرو و شیرین، لیلی و مجنون، هفت‌پیکر و اسکندرنامه از داستان‌های مشهور ادبیات فارسی است و به عنوان یکی از بزرگترین شاهکارهای ادب فارسی شامل دلپذیرترین منظومه‌های عاشقانه و عرفانی است. داستان‌های پنج گنج برای مردم خاورمیانه، آسیای مرکزی و هند از گذشتهٔ دور تا به امروز نه تنها شهرت خود را حفظ کرده بلکه زبان ساده و روان اشعار آن هنوز هم برای فارسی‌زبانان قابل فهم است. مهارتی که نظامی در تنظیم و ترتیب منظومه‌های خود به‌کار برده، باعث شده تا بیش از صد شاعر تاکنون، از اشعار وی پیروی کنند. اهمیت این اثر باعث شده تا به بیشتر زبان‌های زنده دنیا از جمله آلمانی، روسی، انگلیسی، ژاپنی، ترکی، اردو و ارمنی ترجمه شود و موضوع پژوهش‌ها، بررسی‌ها و مقاله‌های بسیاری شده‌است. مجموعهٔ پنج گنج حدود ۲۸۹۰۰ بیت است که نخستین بار در بمبئی و در ۱۲۶۱ ق در تهران به چاپ رسید. | [ ۱۹ ] |
| ۶  |                                                       | مجموعه برگزیده نقشه‌های دوره قاجار ایران   | مرکز اسناد و تاریخ دیپلماسی وزارت امور خارجه ۳۵°۴۸′۳۰″شمالی ۵۱°۲۷′۳۱″شرقی / ۳۵٫۸۰۸۴۳۸°شمالی ۵۱٫۴۵۸۶۳۰°شرقی | ۲۰۱۳    |                          | این مجموعه شامل ۵۰۰ نقشه دست‌نگار یا چاپ سنگی دورهٔ قاجار است که فلات جغرافیایی ایران را به عنوان بخش عمده‌ای از جاده تاریخی ابریشم و همچنین رابط کریدور شمال-جنوب نشان می‌دهد. این مجموعه یک سند پژوهشی مهم است که منبع معتبری برای مطالعه جغرافیای جمعیتی، طبیعی، تاریخی و فرهنگی مناطق مختلف غرب آسیا است. این نقشه‌ها اطلاعاتی در مورد خطوط مرزی، اثرات بلایای انسانی و بلایای طبیعی بر روی مرزها، و نام مکان‌های جغرافیایی ارائه می‌دهد که برخی از آنها اکنون یا وجود ندارند یا تغییر نام داده‌اند. این مجموعه با استفاده از شاخص‌های رایج اندازه‌گیری مانند آرش و فرسنگ، شامل موضوعاتی چون نقشه‌هایی از شهر و آبادی‌های گوناگون، منابع آب و روش‌های انتقال آن می‌باشد. مرکز اسناد و تاریخ دیپلماسی وزارت خارجه ایران در حال حاضر با دارا بودن بیش از ۶۰۰۰ نقشه و ۱۰۰ جلد اطلس یکی از آرشیوهای غنی نقشه در ایران محسوب می‌شود و به دلیل اینکه این نقشه‌ها تاکنون از سوی کشورهای منطقه و در کتاب‌ها و اطلس‌های موجود گزارش نشده، بی همتا می‌باشد. | [ ۲۰ ] |
| ۷  |                                                       | ذخیره خوارزمشاهی                          | کتابخانه سپه‌سالار ۳۵°۴۱′۲۲″شمالی ۵۱°۲۶′۰۰″شرقی / ۳۵٫۶۸۹۳۶۰°شمالی ۵۱٫۴۳۳۳۹۷°شرقی | ۲۰۱۳    | اسماعیل جرجانی           | ذخیرهٔ خوارزمشاهی اولین و مهمترین رساله پزشکی است که به زبان فارسی تهیه شده‌است. این اثر توسط اسماعیل جرجانی در سال ۱۱۱۰ میلادی تهیه شده‌است. قرون متمادی است که این کتاب به عنوان یک منبع معتبر در آموزش پزشکی مورد استفاده قرار گرفته‌است و منبع بسیاری از کتاب‌های پزشکی بوده‌است. این رساله که توسط نویسنده آن به عربی ترجمه شده‌است، در ایران، آسیای مرکزی، هند و امپراتوری عثمانی کاربرد فراوانی داشته‌است. این کتاب همچنین به زبان‌های اردو، ترکی و عبری ترجمه شده‌است که نشان‌دهنده اهمیت این کتاب برای سایر ملل است. کلیات پزشکی، کالبدشناسی، فیزیولوژی، علل بیماری‌ها، انواع درمان‌ها، بهداشت، دستور تغذیه، جراحی‌ها، بیماری‌های پوستی، داروشناسی و گیاهان دارویی از موضوعات مهم آن است. | [ ۲۱ ] |
| ۸  |                                                       | مسالک‌الممالک                              | سازمان اسناد و کتابخانه ملی ایران ۳۵°۴۵′۰۷″شمالی ۵۱°۲۶′۰۳″شرقی / ۳۵٫۷۵۱۹۰۳°شمالی ۵۱٫۴۳۴۲۶۴۵°شرقی کتابخانه تحقیقات گوتا ۵۰°۵۶′۴۳″شمالی ۱۰°۴۲′۲۰″شرقی / ۵۰٫۹۴۵۳۵۸°شمالی ۱۰٫۷۰۵۴۴۵°شرقی | ۲۰۱۵    | اصطخری                   | مسالک‌الممالک، از مهمترین کتاب‌های جغرافیایی از دهه ۱۰ میلادی است که شرایط اقتصادی اجتماعی، فرهنگی و سیاسی آن زمان سرزمین‌های اسلامی از هند تا آفریقا همراه با نقشه‌ها را ارائه می‌دهد. این کتاب شش سده پس از نگارش آن در اواخر سدهٔ ۱۶ میلادی (۱۵۹۶ میلادی) در دوره محمد سوم عثمانی به زبان ترکی ترجمه شد. در این کتاب به شرح مردم، خُلق‌ها و عاداتشان، سبک و شیوه زندگیشان، دین و مذهب آنان و گروه‌های قومی و اینکه در آن دوره به چه زبانی سخن می‌گفتند پرداخته شده‌است. ترجمه فارسی اثر که به مسالک‌الممالک نامگذاری شده، از نظر واژگان و اصطلاحات بسیار درخور است. | [ ۲۲ ] |
| ۹  |                                                       | کلیات سعدی                                | سازمان اسناد و کتابخانه ملی ایران ۳۵°۴۵′۰۷″شمالی ۵۱°۲۶′۰۳″شرقی / ۳۵٫۷۵۱۹۰۳°شمالی ۵۱٫۴۳۴۲۶۴۵°شرقی | ۲۰۱۵    | سعدی                     | مجموعه آثار سعدی، معروف به «کلیات» گنجینه ای از خرد و دانش است که اصالتش را برای همیشه حفظ می‌کند. شهرت جهانی و تاریخی سعدی به دلیل بیان شیوا، ادبیات و شعرهای ساده ای است که مورد پسند جهانیان است. نسخه‌های خطی بسیاری از آثار وی، ترجمه‌های بی شمار به زبان‌های گوناگون، بازنشر فراوان آثار وی از شرق تا غرب جهان، تحقیقات زیادی که در مورد آثار وی انجام شده و رساله‌ها، یادداشت‌ها و توصیفاتی که بر روی آنها نوشته شده‌است، همگی نشان دهنده تأثیر اشعار سعدی در طول تاریخ است. سعدی در زمینه شعر و ادبیات فارسی به عنوان یکی از شیواترین و جامع‌ترین سخنرانان کلام شناخته شده‌است. برای بیش از هشت سده، ضرب‌المثل‌ها، سخنان نغز، مثال‌ها و شعرهای وی جزء حکیمانه‌ترین و مشهورترین عبارت‌های مردم پسند بوده‌اند. بسیاری از شاعران شعرهای او را به زبان‌های مختلف مطالعه کرده و از او الهام گرفته‌اند. به گفته رالف امرسون، گرچه سعدی به پارسی صحبت می‌کند، مانند هومر، سروانتس، شکسپیر، اما سخنان او همیشه بی عیب است و همه ملت‌ها را هدف قرار می‌دهد. | [ ۲۳ ] |
| ۱۰ | نگارگری از جامع‌التواریخ                               | جامع‌التواریخ                              | کاخ گلستان ۵۰°۵۶′۴۳″شمالی ۱۰°۴۲′۲۰″شرقی / ۵۰٫۹۴۵۳۵۸°شمالی ۱۰٫۷۰۵۴۴۵°شرقی | ۲۰۱۷    | رشیدالدین فضل‌الله همدانی | جامع‌التواریخ، از ارزشمندترین کتابهای تاریخی رشیدالدین فضل‌الله همدانی است. این کتاب مانند یک دانشنامه تاریخی است که مانند هیچ کتاب دیگری در قرون وسطی نیست. جامع‌التواریخ را می‌توان اولین پروژه ای دانست که تاریخ جهان را در آن زمان به نگارش درآورده است. این کتاب شامل تاریخ انبیا، تاریخ اسلام تا بنی عباس، تاریخ ایران باستان تا روزگار نویسنده و همچنین تاریخ چندین کشور از جمله چین، هند، سرزمین‌هایی از اروپا است. رشیدالدین را بنیان‌گذار تاریخ‌نگاری فارسی در قرون وسطی می‌دانند و روش تاریخ‌نگاری او مشابه روش مورخان دوره رنسانس است. مهمترین قسمت این کتاب تاریخی مربوط به تاریخ‌نگاری تاریخ حکومت مغول و ایلخانی بر ایران است. برای نوشتن این قسمت از کتاب، از منابع دست اول مانند کتاب تاریخ پنهان مغول و اطلاعات و مشاهدات مستقیم نویسنده از شاهزادگان مغول استفاده شده‌است. جامع‌التواریخ به دلیل مطالعات سیاسی - اجتماعی از اهمیت ویژه ای برخوردار است. | [ ۲۴ ] |

## توضیحات
1. ↑  تا پایان سال ۲۰۲۰
2. ↑  به‌طور مشترک با کشور آلمان
3. ↑  کتابخانه تحقیقات گوتا که دارای یکی از بزرگترین مجموعه‌های نسخه‌های خطی اولیه مدرن در آلمان است، بخشی از دانشگاه ارفورت است.